# Centistidea sii
Centistidea sii är en stekelart som först beskrevs av Maeto 1995.  Centistidea sii ingår i släktet Centistidea och familjen bracksteklar. Inga underarter finns listade.